# Historismus (Geschichtswissenschaft)
Historismus bezeichnet eine im 19. und 20. Jahrhundert in Deutschland einflussreiche philosophische und geschichtswissenschaftliche Strömung. Sie hebt die Geschichtlichkeit des Menschen hervor, seine Verankerung in einer Tradition und das Bewusstsein, durch die Vergangenheit geprägt zu sein, und betrachtet jegliche Ideen und Institutionen wie Staat und Nation nicht als rationale Ergebnisse gesellschaftlicher Prozesse, sondern als organische, geschichtlich hervorgebrachte Wesenhaftigkeit. Geschichte soll im Historismus nicht durch philosophische oder metaphysische Überbauten erklärt werden, stattdessen soll ein Verständnis für die Individualität der einzelnen Epochen und Geschehnisse entwickelt werden.
Der Historismus ist nicht zu verwechseln mit dem Historizismus.

## Inhalte des Historismus

### Überblick
Der Historismus geht davon aus, dass die Natur einer Sache in ihrer Geschichte liegt. Wenn also z. B. die Eigenart einer Nation verstanden werden soll, dann muss deren Geschichte betrachtet werden. Erklärungen, die (geschichts-)metaphysische Entwürfe heranziehen, werden also grundsätzlich abgelehnt. Diese Betrachtungsweise geht auch auf die Romantik zurück, die ebenfalls das Interesse für volkstümliche Überlieferungen unterstützte und auch eine Gegenbewegung zum Rationalismus des 18. Jahrhunderts darstellte. Hierin ist der Historismus mit der Historischen Rechtsschule verwandt, wie sie von Savigny und Eichhorn gegründet wurde.
Im Historismus werden gesetzesartig formulierte, schematische Großtheorien über die Geschichte abgelehnt, wie sie die Naturwissenschaften für ihren Gegenstandsbereich aufstellen (Beispiel: Prinzip der kleinsten Wirkung). Menschliche Hervorbringungen werden nicht als Varianten des gleichen Schemas angesehen, stattdessen wird die Verschiedenartigkeit aller historischen Gegenstände (Epochen, Menschen, Werke etc.) herausgearbeitet. Eine „individualisierende“ Betrachtung wird als notwendig unterscheidendes Merkmal der Geschichtswissenschaft gegenüber den Sozialwissenschaften gesehen.
Der Historismus lehnt auch tagespolitische Zielsetzungen für die Geschichtswissenschaft ab und sieht die Aufgabe der Geschichtswissenschaft darin, möglichst objektiv zu zeigen, „wie es eigentlich gewesen“ (Leopold von Ranke); dabei steht vor allem die Staatsgeschichte im Vordergrund, während sozial- und wirtschaftsgeschichtliche Aspekte weniger Beachtung finden. Charakteristisch für die Ausformung des Historismus nach Ranke war die „Verklärung des Staates als eigentlich handelndes Geschichtssubjekt.“.
Der Historismus lehnt den Fortschrittsgedanken der Aufklärung ab, wie er insbesondere im Gefolge der Hegelschen Schule seine Ausprägung findet. Eine wertende Hierarchisierung verschiedener Epochen oder Kulturen (etwa in „höher“ und „niedriger“) wird ebenfalls als unangemessen angesehen.
Nach Friedrich Meinecke besteht der Kern des Historismus „in der Ersetzung einer generalisierenden Betrachtung geschichtlich-menschlicher Kräfte durch eine individualisierende Betrachtung“, die jede Gesellschaft aus ihren eigenen natürlichen und geistesgeschichtlichen Voraussetzungen begreift.
Der Philosoph Karl Popper benutzt in The Poverty of Historicism (Das Elend des Historizismus) die Begriffe „Historismus“ und „Historizismus“, wobei er mit dem zweiten die geschichts-metaphysischen Konzepte Hegels und Marx’ kritisiert. Dies hat in der englischen Popper-Rezeption gelegentlich zu Missverständnissen geführt, da die englische Sprache zuvor den Unterschied zwischen beiden nicht vollzog.

### Begriffsgeschichte
Eine einflussreiche Bedeutung für den Historismus hatte die Vorstellung von Giambattista Vico (1668–1744), die Ursprünge der Nationen lägen in einem göttlich-heroischen Zeitalter und der menschliche Geist kenne keine andere Realität als die der Geschichte. Da der Mensch die Geschichte selbst geschaffen habe, sei diese seine ihn prägende Realität. Im Gegensatz zur Natur könne Geschichte verstanden werden, da sie von Bedeutung handele.
In Deutschland tauchte der Begriff Historismus erstmals 1797 bei Friedrich Schlegel auf, der sich auf Winckelmanns Historismus bezog, um den „unermeßlichen Unterschied“ zwischen der Antike und der gegenwärtigen Kultur des 18. Jahrhunderts deutlich zu machen. Er plädierte dafür, die Antike nicht durch die philosophische Brille zu betrachten, sondern in ihrer Eigenständigkeit zu akzeptieren. Ein Jahr darauf benutzte Novalis den Begriff in Zusammenhang mit der Auflistung verschiedener Methoden.
Ludwig Feuerbach nutzte den Begriff des Historismus in einer ähnlichen Bedeutung wie Schlegel, wenn er damit meinte, dass geschichtliche Epochen in ihrer Individualität anerkannt werden sollen.

### Inhaltliche Entwicklung
Die Verbreitung des Historismus im frühen 19. Jahrhundert lässt sich vor allem als Abwehrreaktion gegen die Französische Revolution mit ihrem gewaltsam durchgesetzten universalistischen Anspruch begreifen, was „Erschrecken und Abwehr“ hervorrief und in Deutschland das „Sicheinspinnen“ in dynastisch beengte lokale Verhältnisse förderte. Johann Gottfried Herder legte mit seiner Kulturtheorie und Geschichtsphilosophie einen wichtigen Grundstein zum Historismus. Anders als die an universellen Werten orientierten Aufklärer sah er als Ziel der Menschheitsgeschichte das historische Werden und Wachsen einzigartiger Völker und Nationen aus inneren Triebkräften heraus. Zwar erkannte er die Notwendigkeit einer universellen Verpflichtung zur Humanität und eines allgemeinen Völkerkontrakts an, blieb aber bei deren Bestimmung unkonkret.
Eine ähnliche Bedeutung wie durch Vico wurde der Geschichte durch Leopold von Ranke gegeben. Ranke wollte sich von der bis dahin eher spekulativen philosophischen Geschichte abgrenzen und betonte die Notwendigkeit von möglichst objektiver und empirisch fundierter Arbeit. Für Ranke opferten die philosophischen Zugänge zur Geschichte das Einzelne und Einzigartige einer allgemeinen Vorstellung oder einem System. Ranke gilt mit seinen Ideen als der Begründer der modernen Geschichtswissenschaft. Trotz allem glaubte Ranke daran, dass es hinter der Geschichte treibende Kräfte gibt, welche durch die zunächst sachgemäße Arbeit herausgestellt werden könnten. So könne sich Geschichte nicht allein auf das Nacherzählen beschränken, sondern müsse die grundlegenden Gestalten von Persönlichkeiten und Ereignissen sichtbar machen, um deren Kohärenz im Gesamtbezug zu prüfen.
1857 knüpfte Johann Gustav Droysen an die von Ranke nur lose formulierten Ideen in seiner Historik an. Auch er betonte die Notwendigkeit, Geschichte kohärent zu verstehen. Dies könne jedoch nicht durch einen logischen Zugang wie in den Naturwissenschaften geschehen, sondern durch Interpretation. Die Geschichtswissenschaft sei daher, weil sie sich auf das Verstehen von Bedeutung richtet, eine hermeneutische Wissenschaft.
Einer der wichtigsten Vertreter des Historismus im späteren 19. Jahrhundert war Wilhelm Dilthey. Aufbauend auf der Idee, dass der Historismus sich auf das Verstehen richtet und die Naturwissenschaft auf das Erklären der Welt, begründete er die Kultur- und Geisteswissenschaften neu gegenüber den Naturwissenschaften. Ihm folgten 1894 Wilhelm Windelband mit den Werken Geschichte und Naturwissenschaft und 1921 Heinrich Rickert mit Kulturwissenschaft und Naturwissenschaft. Hier ist auch auf Oswald Spengler zu verweisen („Welt als Geschichte, Welt als Natur“). Die Vorstellungen des Historismus blieben bis in die 1970er Jahre in der Bundesrepublik Deutschland weit verbreitet.
Außerhalb Deutschlands waren Robin George Collingwood die wichtigsten Vertreter des Historismus. Auch bei dem Spanier José Ortega y Gasset gab es ähnliche Gedanken. Croce und Collingwood glaubten ebenfalls, dass sich der Mensch nicht nur durch ein naturalistisches Weltbild erklären lässt, weil dieses die Einzigartigkeit der Geschichte nicht verstehen könne. Allerdings betonten sie die Rationalität des Denkens und sahen in ihr ein Gegengewicht zum sich nur an Kontingentes haltenden Historismus.
In neuerer Zeit setzten sich vor allem Ulrich Muhlack in Geschichtswissenschaft im Humanismus und in der Aufklärung. Die Vorgeschichte des Historismus, Thomas Nipperdey, Jörn Rüsen, Friedrich Jaeger und Horst-Walter Blanke in positiver Auffassung mit dem Historismus auseinander.

### Krise des Historismus
Eine zentrale Frage, die der Historismus aufgeworfen hatte, war die nach dem Fortschritt in der Geschichte: Können Kultur und Geschichte als Aufstieg und Entwicklung des Menschen verstanden werden, wie Hegel meinte, oder steht jede Epoche „unmittelbar zu Gott“, wie Ranke sagte? Ernst Troeltsch spricht das erste Mal von der Krisis des Historismus. Troeltsch sah den Historismus dadurch in der Krisis, dass dieser jeglichen geschichtlichen Werten und Normen das gleiche Recht zusprach und so in einem Relativismus münde, der die moderne westliche Kultur untergrabe: Wenn alles nur geschichtlich gewachsen ist, so gibt es keine absolut gültigen Werte. Dies führt für Troeltsch vor allem in der Religion zum Zweifel, den er jedoch in Die Absolutheit des Christentums und die Religionsgeschichte zu überwinden sucht.
Auch Karl Mannheim knüpft an dieses Problem an, sieht jedoch im Historismus die Möglichkeit einer intellektuellen Existenz, die sich mit den sozialen Umbrüchen in der modernen Gesellschaft auseinandersetzt.
Diese Diskussion wurde vor allem durch Friedrich Nietzsches Werk Vom Nutzen und Nachteil der Historie für das Leben von 1874 ausgelöst. Nietzsche greift hier den schulmäßig betriebenen Historismus an, der den Menschen in seinem schöpferischen Handeln dadurch hemme, dass er ihm die Relativität seines Tuns und seiner Vorstellungen vor Augen halte. Während der Historismus also zuvor betonte, dass der Schlüssel für alles Menschliche in der Geschichte liege, so dreht Nietzsche dieses Verhältnis gerade um und stellt die betäubende Wirkung des Historismus auf die Jugend heraus.
Max Weber kritisiert am Historismus, dass auch der Standpunkt des Historikers selbst relativ sei, d. h. die Geschichte nur im Lichte der eigenen Geschichtlichkeit des Wissenschaftlers erscheine. So beantworte die Geschichte stets nur die Fragen, die ein Wissenschaftler aus seinem historisch-sozial gewachsenen Umfeld an diese stelle.
Friedrich Meinecke versucht 1936 in Die Entstehung des Historismus die Krise des Historismus dadurch zu überwinden, dass er dessen Besonderheit für die deutsche Geistestradition herausarbeitet. Er stelle dem Rationalismus ein Denken entgegen, das auch die irrationalen Aspekte menschlichen Lebens verstehen lässt. Dieses genetische Denken war für Meinecke bis dahin die beste Möglichkeit, den Menschen in allen seinen Eigenarten zu verstehen.
Der junge Martin Heidegger und der junge Hans-Georg Gadamer wandten sich ebenfalls Mitte der 1920er Jahre gegen den Historismus, den sie in der Form der „Problemgeschichte“ des Neukantianismus rezipiert hatten. Dass ihre Kritik am Historismus in der Forschung weitgehend unbeachtet geblieben ist, wurde auf die Tatsache zurückgeführt, dass die von Heidegger und Gadamer artikulierte Gegenposition selbst als Form des „Historismus zweiten Grades“ aufgefasst werden kann.

## Kritik
Die historistische Richtung der Geschichtswissenschaft wurde vielfach kritisiert.
- Ein häufiger Vorwurf gegen den Historismus ist der des  Relativismus. Da nach Ranke jede Epoche „unmittelbar zu Gott“ sei und ihre eigene Berechtigung habe, die man nicht mit aktuellen Wertmaßstäben (ab)urteilen dürfe, führe der Historismus, so Kritiker, letztlich zu einem völligen Werterelativismus. Dieser liege auch in der Betonung des genuin Individuellen der Geschichte begründet.
- Von marxistisch orientierten Akteuren wird der Historismus als konservativ und rückwärtsgewandt kritisiert.
- An der Methode und Theoriebildung der Naturwissenschaften orientierte Sozialwissenschaftler griffen den „individualistischen“ Ansatz des Historismus an, weil sie die Formulierung allgemeiner Gesetze auch für die Geschichte forderten. Aus dieser Richtung kam die Verwendung des Wortes „Historismus“ in einer negativ besetzten Bedeutung.

Nach Meinung von Vertretern des Historismus liegen einem Teil der Kritik verschiedene Missverständnisse zugrunde.  Wichtig sei die Unterscheidung von Grundsätzen der wissenschaftlichen Arbeit einerseits vom Grad ihrer Verwirklichung in Wissenschaft und tagespolitischer Aktivität andererseits. Auch Historiker, die sich verbal zum Historismus bekannten, hätten ihn in der wissenschaftlichen Arbeit oder in ihrem tagespolitischen Engagement „verraten“. Das entwerte diese Grundsätze jedoch nicht. Im Übrigen hätten zahlreiche Vertreter anderer Strömungen sich diese Grundsätze zu eigen gemacht, ohne auf diese Übereinstimmungen hinzuweisen.
Historismus und der „deutsche Sonderweg“
Friedrich Meinecke hatte im Historismus eine geistige Bewegung gesehen, die Deutschland vom Westen trennt, dessen Weltbild sich nach Meinecke nur auf die rationalen Naturwissenschaften stütze. Er sah hierin einen „deutschen Sonderweg“ – eine Auffassung, die im Ersten Weltkrieg gegen die feindlichen Nationen geltend gemacht wurde. Nach seinen Erlebnissen im Ersten Weltkrieg wollte Meinecke jedoch diesen Sonderweg nicht mehr als politischen verstanden wissen. Meinecke trennte scharf zwischen Politik und Kultur und ordnete letztere auch dem Historismus zu.
Allerdings gab es auch Autoren, die diesen Sonderweg als politischen aufgriffen, und so sieht Zeev Sternhell das Geschichtsbild des Historismus in der Ahnenreihe der deutschen Katastrophe des Nationalsozialismus: „Die Frage lautet: Ist in dem Sonderweg der deutschen Geschichte nicht der Hauptgrund für das Versagen des deutschen Liberalismus seit dem Beginn des 19. Jahrhunderts zu suchen? Hängt die lange Enthaltsamkeit Deutschlands gegenüber universalen Werten und gegenüber der Idee des Naturrechts nicht mit der Tatsache zusammen, dass Deutschland niemals eine liberale Revolution erlebte und seine Eliten bis in die zweite Hälfte des 20. Jahrhunderts die Demokratie als fremdes Konzept ansahen? Trugen nicht der Kult des Partikularen in Opposition zum Universalen und der Blick auf die Nation als eine ethnische und rassische Entität dazu bei, dass Deutschland, genau genommen, zum Instrument par excellence für den Krieg gegen die Aufklärung wurde?“ Nach Sternhell ergeben sich alle wesentlichen Annahmen des Historismus „aus der Anwendung einer organischen Metapher auf die Gesellschaft, die somit als ein lebendiger Organismus angesehen wird.“ Deshalb neige der Historismus dazu, sich mit Vorstellungen zu verbinden, denen zufolge die „Gesellschaft durch Gesetze erklärt werden kann, die für Lebewesen gelten.“